# Kilise Tepe
Koordinaten: 36° 30′ 9″ N, 33° 33′ 12″ O

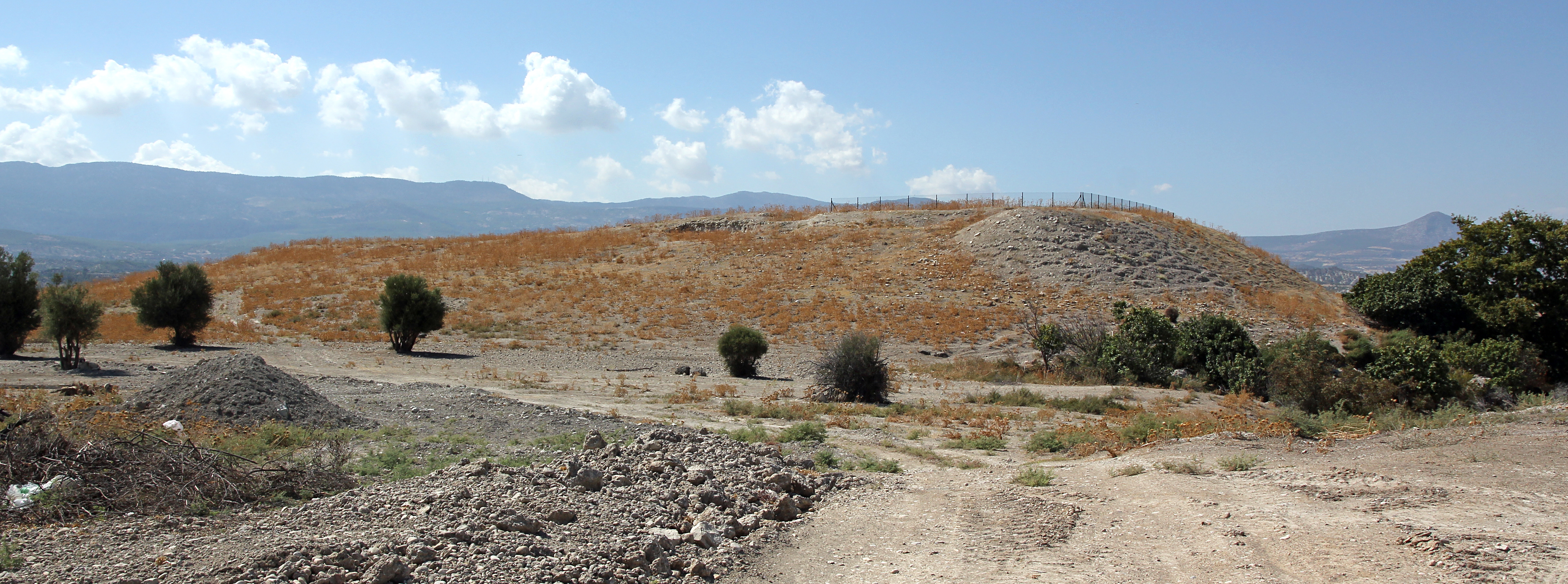
Kilise Tepe von Nordosten

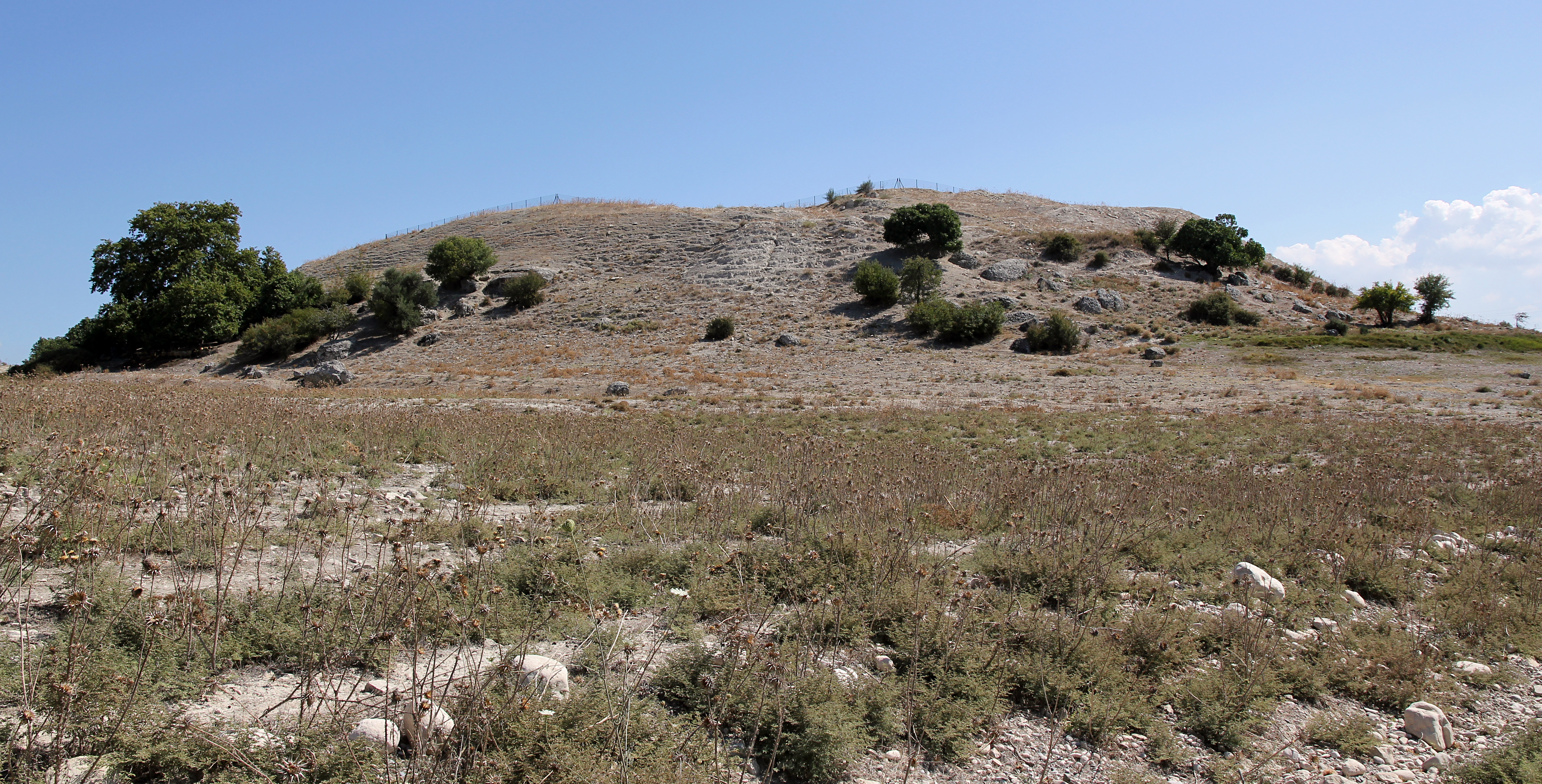
Ansicht von Norden

Der Kilise Tepe (türkisch für Kirchenhügel, früher auch bekannt als Maltepe) ist ein Siedlungshügel in der Südtürkei. Er war vom frühen 3. Jahrtausend v. Chr. über die Zeit des hethitischen Großreichs bis in byzantinische Zeit besiedelt, mit einer Unterbrechung zwischen der mittleren Eisenzeit im 6. Jahrhundert und dem Hellenismus ab dem 4. Jahrhundert v. Chr.

## Lage
Der Hügel liegt beim Dorf Kışlaköy im Bezirk Mut der Provinz Mersin, etwa 400 Meter südwestlich der modernen Fernstraße D-715 von Karaman nach Silifke und einen Kilometer nördlich des Flusses Göksu, des antiken Kalykadnos. Der Hügel hat eine Höhe von 10–12 Metern über der Umgebung, sein Plateau misst etwa 120 × 100 Meter. Am nördlichen Fuß des Hügels entspringt eine Quelle.

## Forschungsgeschichte
Als erster berichtete James Mellaart im Rahmen eines Surveys des Göksutals in den frühen 1950er-Jahren über den Siedlungshügel, ihm folgte ein Jahrzehnt später David Henry French. Beide bezeichneten die Stätte als Maltepe, was eigentlich der Name eines Hügels auf der gegenüberliegenden Flussseite ist. Die Bezeichnung wurde in der Literatur übernommen, bis der Irrtum im Rahmen der nächsten Ausgrabungskampagne geklärt werden konnte. Diese erfolgte ab 1994 durch das British Institute at Ankara als Rettungsgrabung, da ein Staudammprojekt am unteren Göksu den Ort bedrohte. In Zusammenarbeit mit der University of Cambridge und dem Museum Silifke wurde zunächst 1994 ein Survey durchgeführt, dem eine fünfjährige Grabung folgte. Nach der Veröffentlichung der Ergebnisse 2007 wurden gemeinsam mit der Newcastle University neue Ausgrabungen beschlossen, die bis 2011 andauerten. Auf türkischer Seite waren die Çanakkale Onsekiz Mart Üniversitesi und später die Bitlis Eren Üniversitesi involviert, die Grabungsleitung hatte der Altorientalist Nicholas Postgate, beteiligt waren unter anderem als Hethitologen John David Hawkins und Dorit Symington, Tevfik Emre Şerifoğlu für die Befunde der frühen und mittleren Bronzezeit sowie Mark Jackson für die byzantinische Periode.

## Befunde und Funde

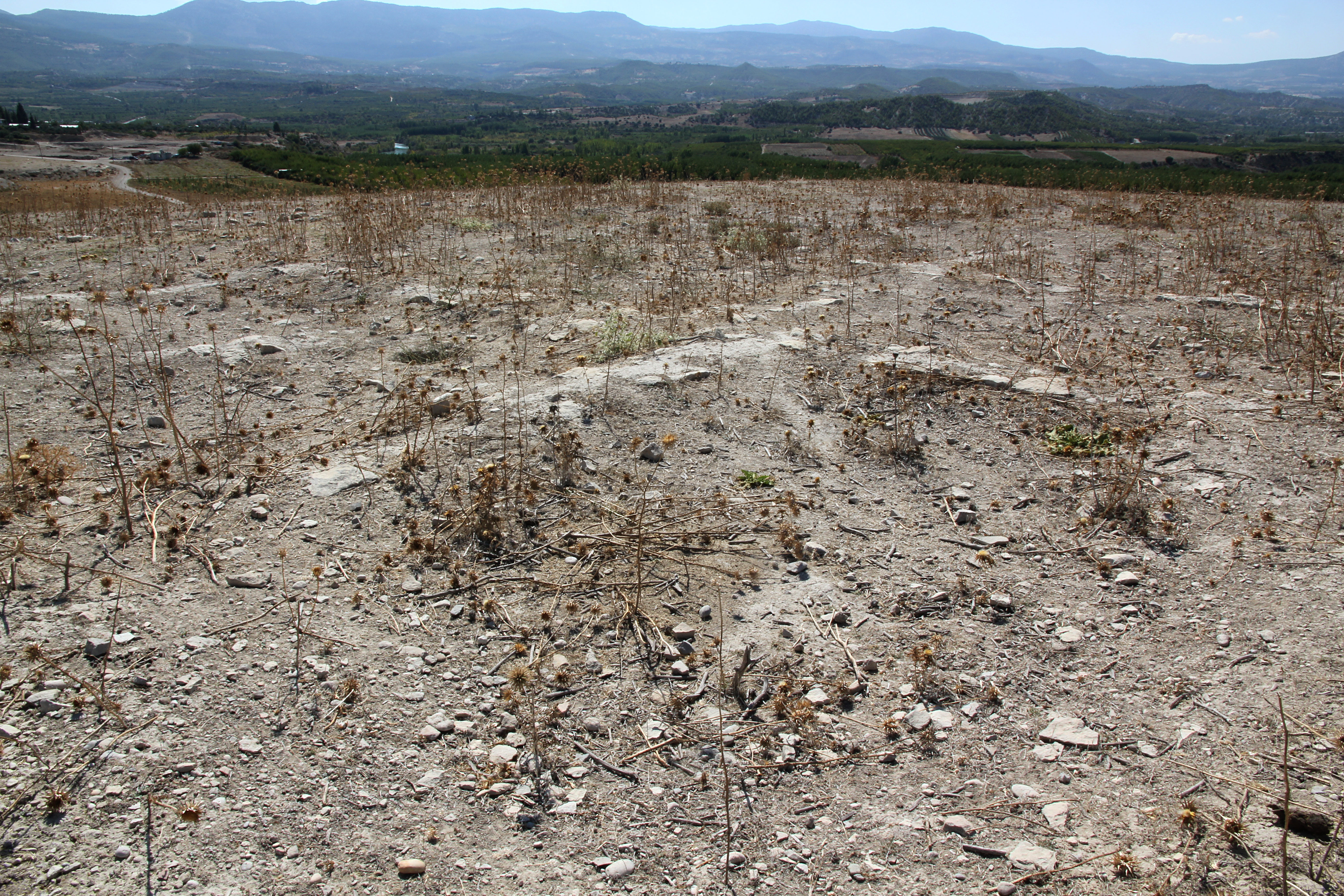
Grundmauern

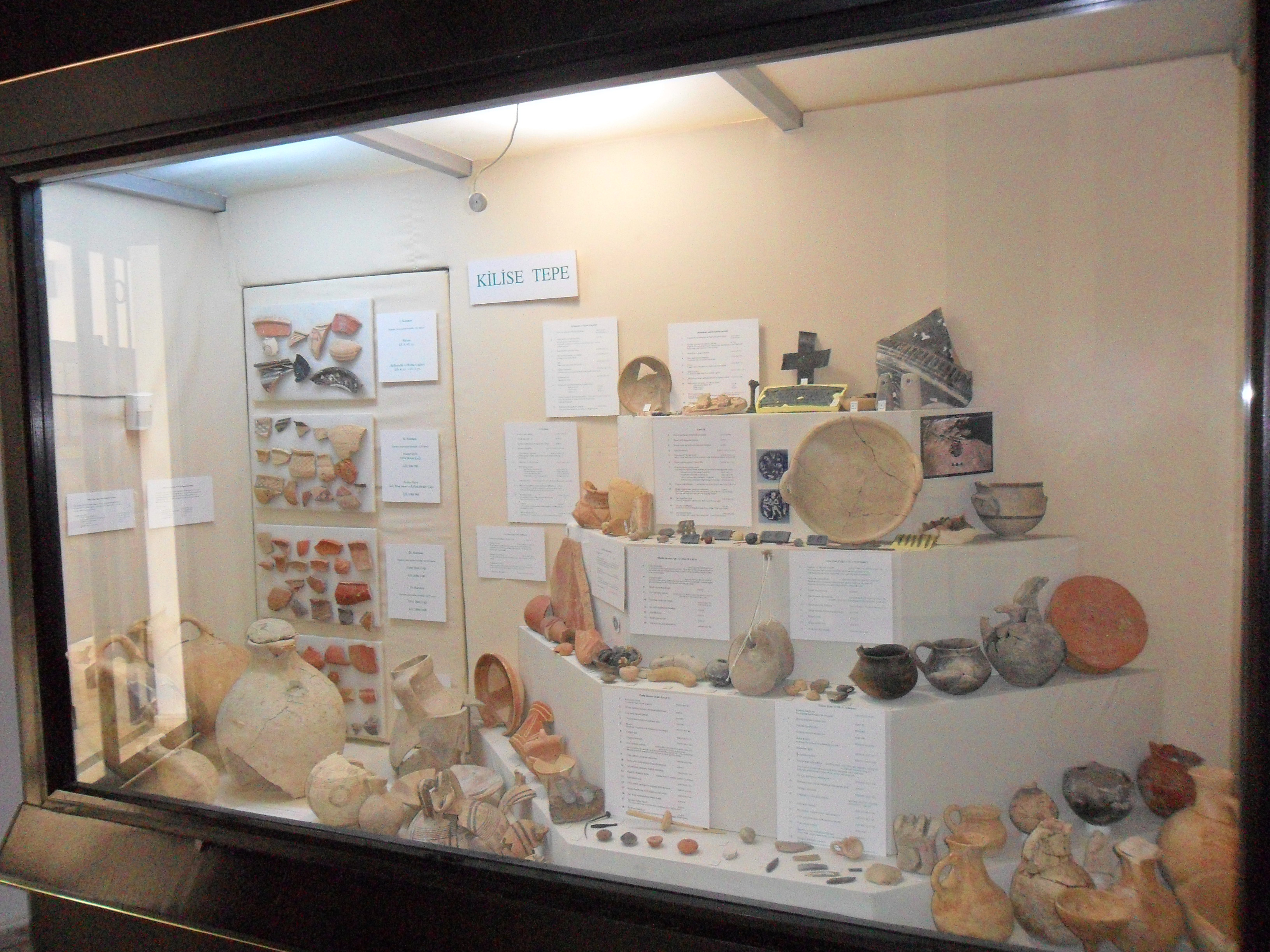
Funde vom Kilise Tepe im Museum Silifke

Die Ausgrabungen ergaben fünf Hauptschichten, von oben nach unten mit I bis V bezeichnet. Die ältesten Schichten V und IV werden der frühen und mittleren Bronzezeit ab dem frühen 3. Jahrtausend v. Chr. zugeordnet. Schicht V ergab Mauerreste, Keramik und einen Kupferohrring, Schicht IV Gruben und Herdstellen sowie ebenfalls Keramikfunde. In Schicht III, die der späten Bronze- und frühen Eisenzeit zugewiesen wird, kam im Nordwesten des Hügels ein Gebäude (North-West Building) aus der Zeit des hethitischen Großreichs ab 1600 v. Chr. zutage. Aufgrund eines dort gefundenen Stempelsiegels kann es als Verwaltungsgebäude betrachtet werden. Es wurde später, aber noch einige Zeit vor dem Zusammenbruch des Hethiterreiches (nach 1200 v. Chr.), durch ein anderes Bauwerk (Stele Building) ersetzt, das ebenfalls durch Siegelfunde als administratives Zentrum identifiziert wurde. Dieses hatte Maße von etwa 18 × 4 Metern und bestand im Laufe seiner Existenz aus acht bis neun Räumen. Die Bauweise entsprach dem aus anderen hethitischen Fundorten bekannten Muster mit Steinfundamenten, darüber Holzbalken und Wände aus Lehmziegeln. Die Datierung der Gebäude beruht auf Keramikfunden, die unter anderem mit Funden aus Ḫattuša verglichen wurden. Das Stele Building wurde mehrfach erneuert und fiel zweimal einem Brand zum Opfer. Das zweite Feuer konnte durch mykenische Keramik auf um 1170 v. Chr. datiert werden, was somit nach dem Ende des Großreichs liegt, aber möglicherweise dem Nachfolgestaat Tarḫuntašša zugeordnet werden kann.
In der folgenden, eisenzeitlichen Schicht II werden einige der spätbronzezeitlichen Häuser in der Mitte des Hügels durch weniger beständige Bauten ersetzt, darunter zeitweise eine runde Holzstruktur. Die folgende Periode ist durch wenig architektonische Zeugnisse charakterisiert, Keramikfunde bleiben jedoch weiter gegenwärtig. Das letzte Zeugnis von Bewohnern sind Öfen und Lagerstätten, die im frühen 7. Jahrhundert v. Chr. entstanden sind. Worauf die anschließende Besiedlungslücke zurückzuführen ist, ist unklar. Möglicherweise verlagerte sich in dieser Zeit das Zentrum der Region zum 20 Kilometer nördlich liegenden Mut, dem römischen Klaudiopolis. Auch ein Zusammenhang mit den Aktivitäten von neuassyrischen und neubabylonischen Herrschern in Südanatolien kommt in Frage.
Wann genau die Besiedlung des Hügels wieder einsetzte, ist nicht geklärt. Es wurden jedoch beim Oberflächensurvey und in der obersten Schicht I Tonfunde aus hellenistischer, römischer und byzantinischer Zeit festgestellt. Neben mehreren Wohn- und Wirtschaftsgebäuden kamen Grundmauern einer byzantinischen Kirche ans Licht. Es war eine dreischiffige Basilika mit den für frühe kilikische Kirchen typischen Seitenräumen neben der Apsis und einem Umgang hinter dem Chor. Ein dabei gefundener Kämpfer kann durch Vergleich mit Exemplaren aus Konstantinopel auf das späte 5. oder frühe 6. Jahrhundert n. Chr. datiert werden. Nach der Zerstörung des Bauwerks zu einem unbekannten Zeitpunkt wurde über dem Ostteil eine kleinere, einschiffige Kirche errichtet. Ein Skelett, das in einem Grab wenig östlich der späteren Kirche gefunden wurde, konnte mittels Radiokarbonmethode ins 12./13. Jahrhundert datiert werden. Damit können vermutlich der umliegende Friedhof und wohl auch die Kirche dem Mittelalter zugewiesen werden.
Die Funde aus den Grabungen sind im Museum Silifke ausgestellt.